# ストロベリー・フィールド
ストロベリー・フィールド(英語: Strawberry Field)は、リヴァプール郊外のウールトンの観光名所で、救世軍の所有地である。この家は、1936年から2005年まで孤児院として使用されていた。この家と敷地はビクトリア時代に個人が自邸として建てたものだったが、1930年代に救世軍に買い取られた。1973年に構造上の問題により家は取り壊され、用途に合ったものに建て直された。孤児院としての運用が終わった後、この施設は他の用途で救世軍が引き続き使用している。
この場所は、ビートルズが1967年に発表したシングル「ストロベリー・フィールズ・フォーエバー」で世界的な名声を博した。楽曲の作者であるジョン・レノンはこの近くで育ち、子ども時代にはこの施設の敷地内で遊んでいた。やがて、ビーコンズフィールド・ロードの赤いペンキを塗られた古い門扉は、ビートルズファンの巡礼地となった。2019年には、ストロベリー・フィールドは、その来歴やカフェ、ショップに関する展示と、特別な教育を必要とする若者向けのトレーニングセンターを含めて初めて一般公開された。
2000年5月11日に伝えられているところでは、この門扉は配送車に乗った二人の男によって盗難にあった。門扉は古物商に売られたが、業者はそれがストロベリー・フィールドから盗まれた実物とは思っていなかった。古物商は警察の求めに応じて門扉を返却し、門扉は再びストロベリー・フィールドの元の場所に戻された。

## 歴史
ゴシック復古調の大邸宅であったストロベリー・フィールドに関する最初期の言及は1870年に遡るもので、当時は富裕な海運界の大立者ジョージ・ウォーレンが所有していた。1891年の陸地測量地図では、施設名が「ストロベリー・フィールズ」と複数形で示されているが、1905年の調査では変更されていた。これは1912年に富裕な商人のアレクサンダー・C・ミッチェルへ譲渡され、その未亡人が1934年に地所を救世軍へ売却した。1936年7月7日、救世軍創設者ウィリアム・ブースの娘であるエヴァンジェリン・ブース大将の臨席の下で、レディ・ベイツが児童施設としての開場を行った。この施設は女子児童を40名まで収容できる能力を備えており、1950年代には5歳未満の男子児童が招き入れられた。後には、さらに年長の男子も住人となった。

## ビートルズ

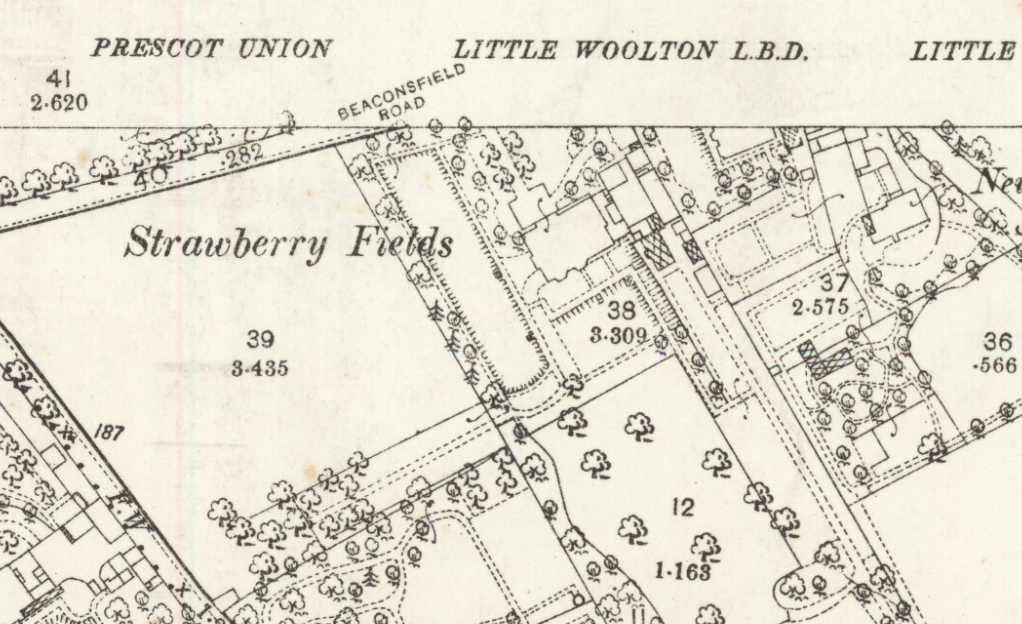
1891年の陸地測量地図（2500分の1）上に示された、「ストロベリー・フィールズ」

当家の名は1967年、ザ・ビートルズがシングル「ストロベリー・フィールズ・フォーエバー」を発表したことで有名になり、この曲を書いたのは、近所のメンローブ街251番地で育ったジョン・レノンであった。ストロベリー・フィールドが建つビーコンズフィールド通りは、メンローブ街からの脇道であった。少年時代のレノンにとって愉しみの一つが、毎夏ストロベリー・フィールドの地所で開かれる庭園パーティーだった。レノンの伯母ミミは、「救世軍の楽隊が演奏を始めるところを私たちが耳にすると、すぐにジョンは跳び上がって、『ミミ、行こうよ。遅れてしまうよ』と叫んだものです」と回想した。

## 継承

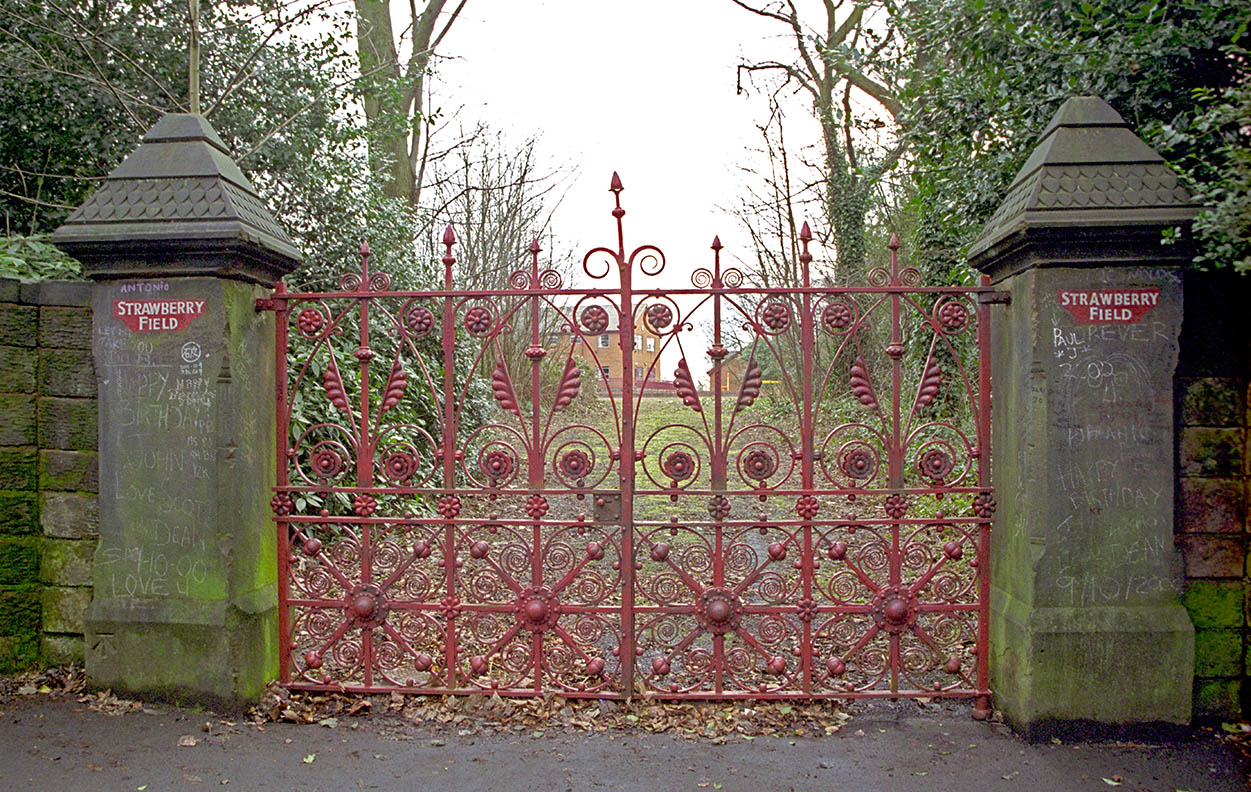
ストロベリー・フィールドの門扉

ストロベリー・フィールドは、ニコラウス・ペヴズナーが1969年に南ランカシャーで行った建物調査によって認知された。しかしその頃には、建物が本来の目的に適さなくなっていた。1973年には木材腐朽菌の被害によって荒廃が進んだため、建物を取り壊してより近代的な児童施設に置き換える方が合理的とされた。新たな施設は3棟の関連建築を備え、それぞれ12名の児童に対応できた。建物に入るための私道入口はビーコンズフィールド通り沿いの西側へと移されたため、ストロベリー・フィールドの名が記された門柱はもはや利用されなくなった。1970年代以降使われなくなった入口とその門とが、世界中のビートルズ・ファンにとってのメッカとなった。その結果、門は引き続き明るい赤色の塗装が保たれ、色鮮やかな表札もまた維持された。

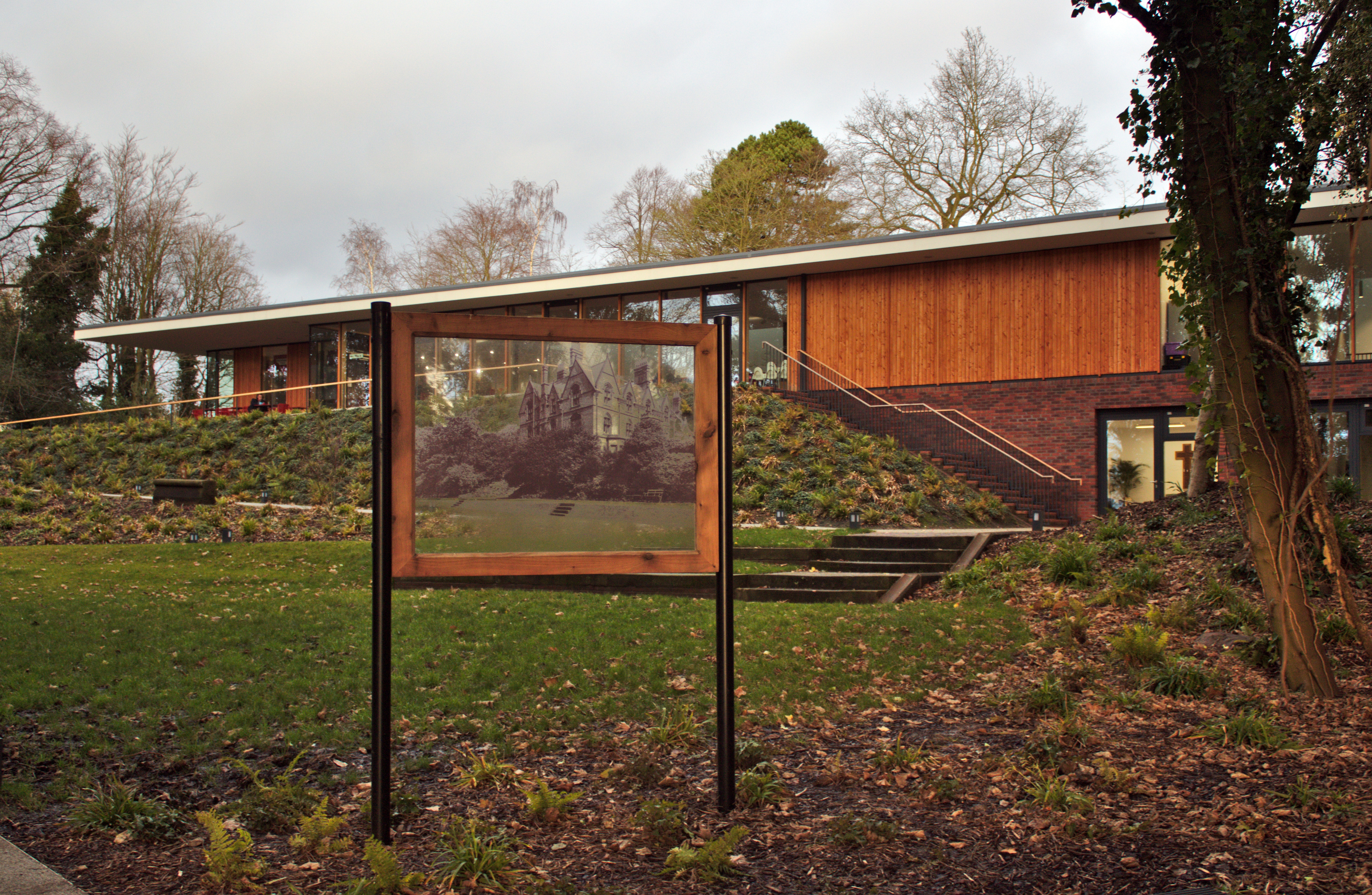
2020年時点の庭園。ガラスパネルは同じ地点のかつての眺望を示す。

児童施設は2005年1月に閉鎖され、建物は救世軍が教会や祈祷用施設として用いた。入口を示すオリジナルの門は2011年5月に取り外されて複製と交換された。2019年9月に、救世軍は初めてストロベリー・フィールドを一般に開放し、地所の散策を訪問者に認めた。地所では若年世代向けの特殊教育用トレーニングセンターと当地の来歴を記した展示が一体となり、カフェやショップも備えられている。